# Nouvelles Questions Féministes
Nouvelles Question Féministes (Nova feministička pitanja) ili NQF je dvogodišnji francuski recenzirani akademski časopis o feminizmu u izdanju Editions Antipodes. Od 2001. uredništvo francuskog i švicarskog časopisa vodili su Delphy i Patricia Roux. Časopis je trenutno smještem na Sveučilištu Lausanne i LIEGE (Laboratoire interuniversitaire en Etudes Genre ili Interuniverzitetski laboratorij za rodne studije).

## Povijest
Časopis je 1981. godine osnovala grupa feministica, uključujući Simone de Beauvoir, Christine Delphy, Claudea Hennequina i Emmanuèle de Lesseps. Bio je nasljednik Questions féministes nakon raskola u uredničkom kolektivu tog časopisa oko statusa sudjelovanja žena u heteroseksualnosti.

## Apstrahiranje i indeksiranje
Časopis je apstrahiran i indeksiran u Scopusu.

## Vanjske poveznice
- Službena stranica (na francuskom)
- Mrežni pristup na Cairn.info